# Alberto Pasini
Pour les articles homonymes, voir Pasini.
Alberto Pasini (Busseto, 3 septembre 1826 - Cavoretto, 15 décembre 1899) est un peintre italien qui fut actif au XIXe siècle.

## Biographie
À l'âge de deux ans, Alberto Pasini perd son père, et sa mère, Adelaide Crotti Balestra, déménage à Parme, dans la maison de son oncle Antonio Pasini, peintre et collaborateur de Giambattista Bodoni. À 17 ans, il entre à l'Académie des beaux-arts de Parme, en choisissant la section Paysage. Il est ensuite dirigé vers la section lithographie par le directeur de l'académie, le graveur Paolo Toschi. Parmi ses premières œuvres figure une série de châteaux du duché de Parme et Plaisance (1850-1851).
Il participé à la première guerre d'indépendance en tant que soldat de la colonne de Modène. Après être resté pendant une courte période à Turin, en 1851, il se rend à Genève, puis à Paris, où il étudie chez Louis-Pierre Henriquel-Dupont, qui lui fait découvrir l'aquarelliste et graveur Eugène Ciceri. En 1854, il étudie chez Théodore Chassériau, où il améliore sa technique à l'huile et commence ses œuvres orientalistes. En mars 1855, il devient peintre dans une mission diplomatique de l'État français et voyage en Perse, notamment à la cour du Chah, en Turquie, en Syrie, en Arabie saoudite et en Égypte. Au cours de ce voyage, il peint une soixantaine de tableaux et exécute de nombreux croquis. Ses peintures réalistes de style exotique font sa fortune en France et en Italie.
À son retour en Italie, il se spécialise dans la réalisation de peintures à thèmes orientaux qui eurent un fort succès.
Il a obtenu de nombreuses distinctions : à Paris, il reçoit la Médaille d'Honneur pour la peinture, le Shah de Perse lui donne le titre officiel du Lion et du Soleil, Napoléon III le décore de la Légion d'honneur en 1878, et le roi d'Italie l'ordre des Saints-Maurice-et-Lazare.
Ses œuvres sont conservées dans les galeries d'art moderne de Turin, Milan, Florence et Rome, à la Galerie Nationale et la pinacothèque Stuard de Parme ainsi qu'à la Pennsylvania Academy of the Fine Arts.

## Œuvres
- Vue de la baie de Naples (1878),
- La Mosquée Moristan au Caire, Christie's, Londres.
- Scène de rue à Damas (1861), Christie's, Londres.
- Dans le bazar de Constantinople, Christie's, New York.
- Chasse au faucon (1862), Hamburger Kunsthalle, Hambourg.
- Grand Canal de Venise,
- La Promenade du harem (1875),
- Une mosquée, (1886), au Metropolitan Museum of Art.

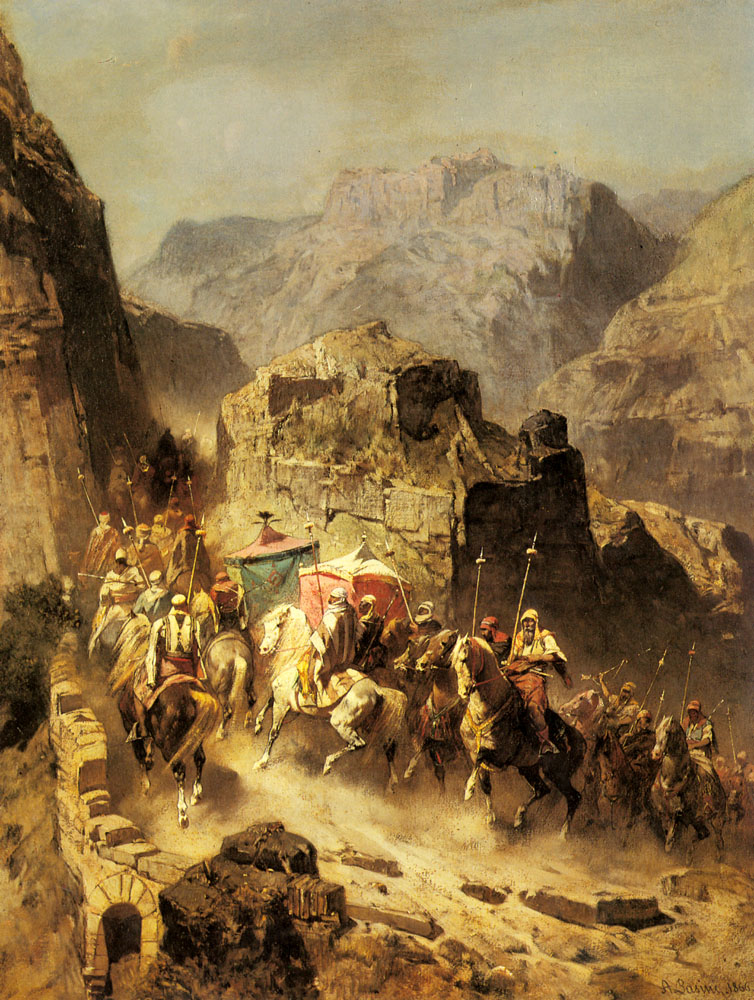
Caravane arabe
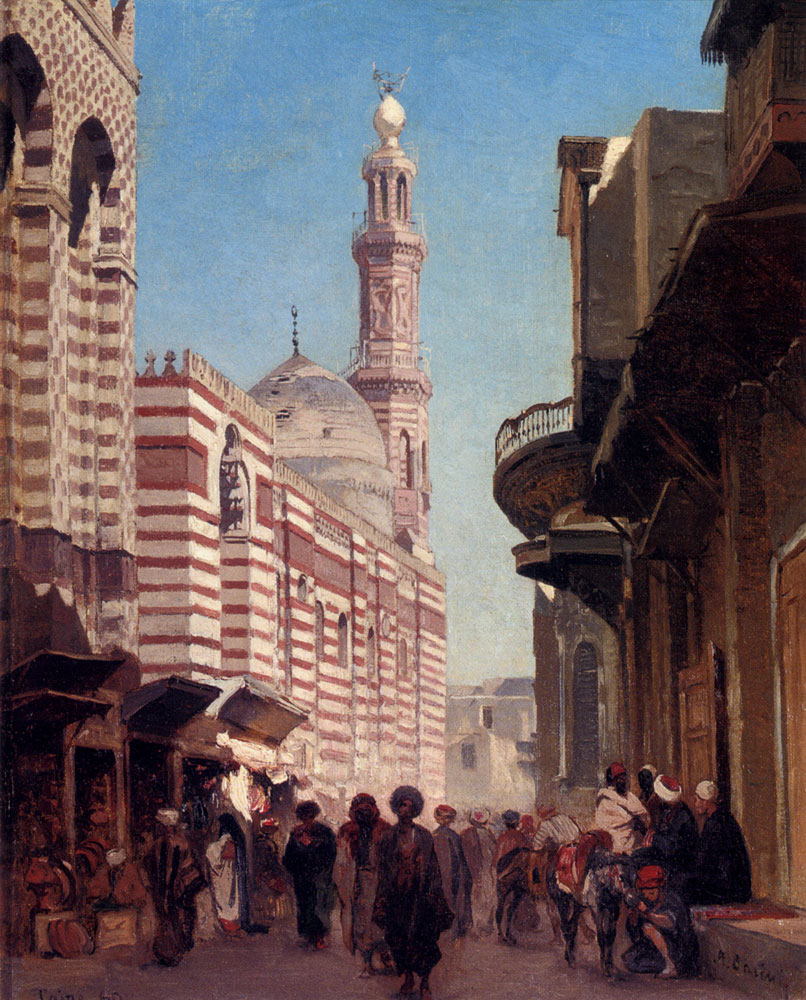
La Mosquée Moristan au Caire
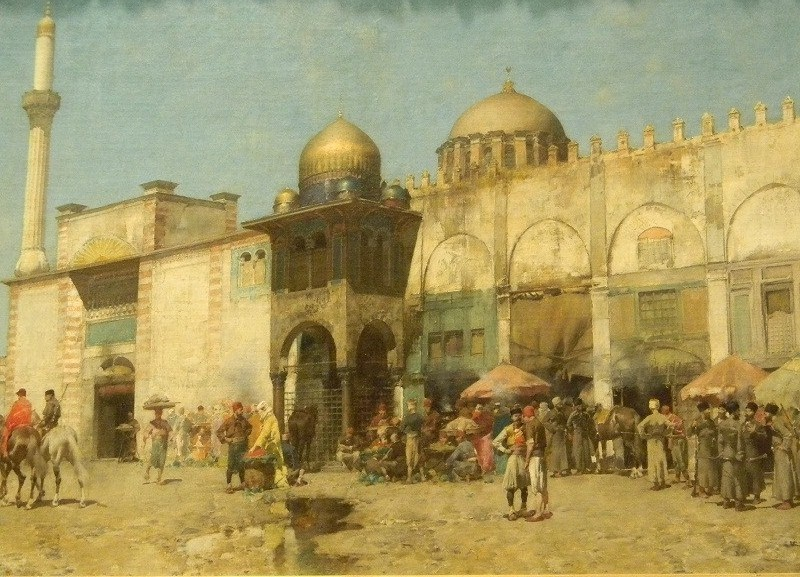
Une mosquée, 1886, Metropolitan Museum of Art.
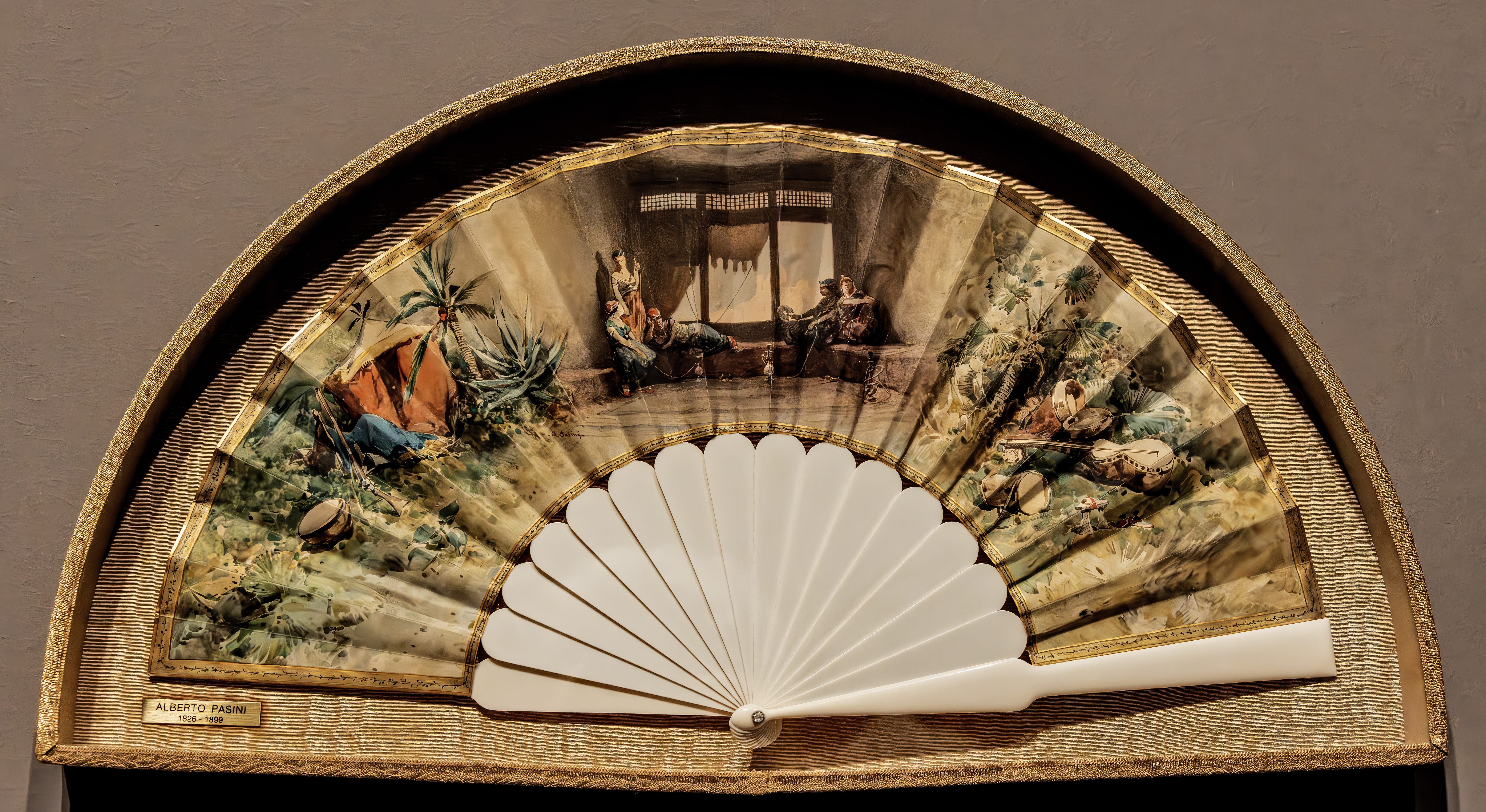
Éventail pliant à scènes orientales, 1895

## Sources
- (it) Cet article est partiellement ou en totalité issu de l’article de Wikipédia en italien intitulé « Alberto Pasini » (voir la liste des auteurs).